# 尖山 (新北市山峰)
尖山跨新北市中和區秀景里與新店區新和里，東臨新店溪，因山勢尖聳所以命名為尖山，又名草鞋山，現在是板橋憲兵隊中和分隊使用。尖山中和區境有中和區第一公墓（尖山中和面的西側），新店區境有新店區第六公墓（尖山新店面整片都是）。

## 地理環境
尖山峰頂海拔92公尺。
尖山腳有水源自今自來水廠附近，30年前沿著水廠門口的巷子，到秀峰街85巷口的電線桿附近有個水門，一條經秀峰街85巷，為瓦磘溝南支流上源，一條直行後，走現今成功路再到秀朗路，流向永和，到復興商工，疑為「浮圳仔」，也就是瓦磘溝北支流上游，那麼尖山也許同時是瓦磘溝南北支流上源。

## 歷史文化
- 尖山晚渡（秀朗津渡）：以前尖山新店溪畔設有渡口往返於景尾（今景美）之間，每天黃昏兩岸搭乘渡船往來的人數頗多，形成了一幅熱鬧的景象，「尖山晚渡」為昔日「中和八景之一」。自從建了橋廢渡後，已經無法體會昔日晚渡的情景[5]。
- 尖山遺址：於秀朗橋頭的右側山坡，即尖山腳一帶。日治時期淵脇英雄曾於附近採集到石器，根據推測遺物其系統是屬於圓山前期文化，距今約三千至四千二百年間[6]。

## 交通方式
由中和區景平路走秀峰街40巷接秀峰街85巷經「尖山腳福德宮」到巷底，可見中和市第一公墓的牌子，沿路都是墳墓，可以通行機車一路越過，到新店區境的新店區第六公墓，而下山接到新店區永安街75巷。